# República Soviética Socialista de Táurida
La República Soviética Socialista de Táurida (Ruso: Советская Социалистическая Республика Тавриды, Sovétskaya Sotsialistícheskaya Respúblika Tavridy) fue un intento fallido de establecer una república soviética al sur de Rusia, que incluía la península de Crimea y una franja de territorio continental situada entre el bajo Dniéper y las costas del mar Negro y el mar de Azov.

## Historia
La República Popular de Crimea se proclamó el 14 de octubre de 1917 dentro de la República Rusa, bajo el control del Consejo Nacional de los Tártaros, pero el 14 de enero de 1918 los bolcheviques tomaron la capital de Simferópol, arrestaron al gobierno, se hicieron con el control del territorio e instauraron la República Soviética de Táurida el 19 de marzo usando presuntamente bandera roja lisa.
Pero las fuerzas de los blancos ocupaban importantes posiciones y dominaron parte del supuesto territorio de la República hasta que se aliaron con Alemania (13 de abril) y lograron su conquista completa este mismo mes con ayuda de los germanos (25 de abril). El 30 de abril, la república soviética fue oficialmente disuelta.